# Spardorf
Spardorf è un comune tedesco di 1 970 abitanti, situato nel land della Baviera.